# InterNational Cyber Security Center of Excellence
InterNational Cyber Security Center of Excellence（INCS-CoE）は、日本・米国・英国の 6 大学による世界初の国際憲章（チャーター）の締結により、現在、日本、米国、英国、イスラエル、インドネシアの世界トップ 25 大学により運営されている国際組織である。

国際憲章加盟校
慶應義塾大学、九州大学、ノースイースタン大学、メリーランド大学、インペリアル・カレッジ・ロンドン、ロイヤル・ホロウェイ

その他加盟校
東京大学、早稲田大学、ハーバード大学、スタンフォード大学、カーネギーメロン大学、ケンブリッジ大学、オックスフォード大学、ユニヴァーシティ・カレッジ・ロンドン（ロンドン大学）、クイーンズ大学ベルファスト